# アーネスト・サトウ (写真家)
アーネスト・サトウ（Y. Ernest Satow、1927年3月22日 - 1990年5月12日）は、日本の写真家。京都市立芸術大学美術学部大学院教授を務めた。本名、佐藤善夫。
フォト・ジャーナリストとして1957年（昭和32年）にアメリカで活躍し始め、1962年（昭和37年）には活躍の場を日本に移した。1968年（昭和43年）に京都市立美術大学（現：京都市立芸術大学）に写真技術と写真史を教える「映像教室」を設立し、1973年（昭和48年）に京都市立芸術大学美術学部教授に就任した。教え子には森村泰昌・石原友明・松井智恵などがいる。
京都の老舗旅館俵屋旅館の第11代主人佐藤年の夫であり、芸術学者佐藤守弘の父である。

## 略歴
東京市本郷区（現・東京都文京区本郷）において、日本人の父とアメリカ人宣教師の母との間に生まれた。
早稲田大学法学部を卒業後、GHQの民間情報教育局(CIE)で音楽講師兼評論家としてアメリカ現代音楽を日本へ紹介した。また、後に生涯交友を続けることになるレナード・バーンスタインを招聘した。
1951年（昭和26年）に渡米しオクラホマ州立大学にて音楽学と音楽史を専攻した。1952年（昭和27年）にはニューヨークのコロンビア大学に転学し美術史を専攻しながら、ボイス・オブ・アメリカの放送作家・翻訳者として働いた。
1956年（昭和31年）、三菱銀行ニューヨーク支店に就職。貯めた給料で購入したライカ2台とレンズ4本を携えメキシコに撮影旅行に出た。
翌年、退職して6か月間暗室にこもり、フィルム現像と焼き付けの技術の研究に没頭した。
1958年（昭和33年）、国際連合の依頼によりフルシチョフの演説の記録写真を撮った。また、鳩の羽ばたきをダイナミックに表現した作品 Bird Flying Away がニューヨーク近代美術館に収蔵された。同年、初の個展を開いた。
1962年（昭和37年）に『ライフ』誌の特派員として日本に渡った。
1968年（昭和43年）に京都市立美術大学（現：京都市立芸術大学）に写真技術と写真史を教える「映像教室」を設立した。
1973年（昭和48年）に同芸術大学美術学部教授に就任、1980年から1987年まで同学部大学院教授。